# Linn Persson
Pour les articles homonymes, voir Persson.
Linn Persson, née le 27 juin 1994 à Torsby, est une biathlète suédoise, championne olympique du relais en 2022.

## Carrière
Elle membre du club de biathlon de Bore.
Pour sa deuxième compétition internationale en 2012, elle est médaillée d'argent aux Championnats du monde jeunesse en relais. C'est lors de la saison 2014-2015 qu'elle fait ses débuts en sénior, participant à l'IBU Cup, puis à l'étape de Coupe du monde à Khanty-Mansiïsk. Pour commencer la saison 2015-2016, Linn Persson marque ses premiers points directement sur l'individuel d'Östersund avec une 29e place. Continuant à rentrer dans les points, elle est sélectionnée pour les Championnats du monde d'Oslo. Elle subit une saison 2016-2017 plus difficile, ne marquant aucun point en Coupe du monde. 
En 2017-2018, elle affiche des résultats tels que huitième du sprint d'Oberhof, où également elle signe son premier podium en relais. Elle prend part aux Jeux olympiques de Pyeongchang, où onzième à l'individuel est son meilleur résultat individuel, mais surtout remporte la médaille d'argent au relais avec Hanna Öberg, Mona Brorsson et Anna Magnusson.
Aux Mondiaux 2019, elle gagne le même métal au relais et est neuvième notamment de la mass start. Elle est ensuite notamment cinquième de la poursuite à Oslo en Coupe du monde.
En décembre 2019, Linn Persson atterrit sur son premier podium individuel en terminant troisième de la mass start au Grand-Bornand. 
Aux championnats du monde 2021 à Pokljuka, elle obtient avec l'équipe de Suède la médaille de bronze du relais mixte.
En février 2022 aux Jeux olympiques de Pékin, elle gagne la médaille d'or du relais en compagnie de Mona Brorsson et des sœurs Öberg, après avoir parfaitement lancé son équipe en tant que première relayeuse.
Linn Persson retrouve enfin les podiums individuels au début de la saison 2022-2023, en se classant troisième du sprint à Kontiolahti, puis à nouveau au Grand Bornand en montant sur la seconde marche du podium du sprint remporté par sa compatriote Anna Magnusson. Lors des championnats du monde à Oberhof en février 2023, elle est l'une des biathlètes les plus en vue et les mieux récompensées. Médaillée de bronze sur le sprint, elle est proche du titre sur l'individuel. Ressortant en effet en tête de cette épreuve au début du dernier tour de piste forte d'un 20/20 au tir, elle est devancée à l'arrivée par sa compatriote Hanna Öberg, plus véloce sur les skis. Elle remporte donc la médaille d'argent. Enfin, elle gagne une troisième médaille, en bronze et cette fois collective, avec l'équipe féminine de Suède sur le relais. Alors qu'elle n'a pas bénéficié des points des championnats du monde, nouveau règlement oblige, elle établit malgré tout à l'issue de la saison son meilleur classement général final en Coupe du monde (treizième).
Elle se marie avec Christian Gestblom en juin 2024.
A cause d'une blessure à l'épaule, elle est opérée deux fois durant l'inter-saison 2024 puis déclare forfait pour toute la saison 2024-2025.

## Palmarès

### Jeux olympiques
| Édition / Épreuve | Individuel | Sprint | Poursuite | Mass start | Relais                             | Relais mixte |
| ----------------- | ---------- | ------ | --------- | ---------- | ---------------------------------- | ------------ |
| Pyeongchang 2018  | 11e        | 37e    | 21e       | 22e        | Médaille d'argent, Jeux olympiques | —            |
| Pékin 2022        | 15e        | 12e    | 5e        | 24e        | Médaille d'or, Jeux olympiques     | —            |

Légende :
- : première place, médaille d'or
- : deuxième place, médaille d'argent
- : troisième place, médaille de bronze
- — : non disputée par Persson

### Championnats du monde
| Édition / Épreuve       | Individuel               | Sprint                    | Poursuite | Mass start | Relais                    | Relais mixte              | Relais mixte simple              |
| ----------------------- | ------------------------ | ------------------------- | --------- | ---------- | ------------------------- | ------------------------- | -------------------------------- |
| Holmenkollen 2016       | 36e                      | 34e                       | 40e       | —          | 10e                       | 12e                       | Épreuve inexistante à cette date |
| Östersund 2019          | 15e                      | 42e                       | 21e       | 9e         | Médaille d'argent, monde  | 5e                        | —                                |
| Antholz-Anterselva 2020 | 47e                      | 44e                       | 32e       | —          | 5e                        | 11e                       | —                                |
| Pokljuka 2021           | 21e                      | 16e                       | 19e       | 11e        | 5e                        | Médaille de bronze, monde | —                                |
| Oberhof 2023            | Médaille d'argent, monde | Médaille de bronze, monde | 10e       | 8e         | Médaille de bronze, monde | —                         | —                                |
| Nové Město 2024         | 10e                      | —                         | —         | 17e        | Médaille d'argent, monde  | —                         | —                                |

Légende :
- : première place, médaille d'or
- : deuxième place, médaille d'argent
- : troisième place, médaille de bronze
- — : non disputée par Persson
- : pas d'épreuve

### Coupe du monde
- Meilleur classement général : 13e en 2023.
- Meilleur résultat individuel : 2e.
- 31 podiums : 
  - 5 podiums individuels : 2 deuxièmes places et 3 troisièmes places.
  - 22 podiums en relais : 4 victoires, 10 deuxièmes places et 8 troisièmes places.
  - 3 podiums en relais mixte : 1 deuxième place et 2 troisièmes places.
  - 1 podium en relais simple mixte : 1 victoire.

Mis à jour le 17 février 2024

#### Classements en Coupe du monde
| Saison    | Individuel | Individuel | Sprint | Sprint   | Poursuite | Poursuite | Mass start | Mass start | Général | Général  |
| Saison    | Points     | Position   | Points | Position | Points    | Position  | Points     | Position   | Points  | Position |
| --------- | ---------- | ---------- | ------ | -------- | --------- | --------- | ---------- | ---------- | ------- | -------- |
| 2015-2016 | 17         | 48e        | 36     | 54e      | 28        | 55e       |            |            | 81      | 59e      |
| 2016-2017 | -          | nc         | -      | nc       |           |           |            |            | -       | nc       |
| 2017-2018 | 43         | 17e        | 39     | 55e      | 15        | 64e       | -          | -          | 97      | 51e      |
| 2018-2019 | 48         | 22e        | 87     | 33e      | 116       | 24e       | 89         | 22e        | 340     | 28e      |
| 2019-2020 | 24         | 40e        | 106    | 29e      | 114       | 11e       | 102        | 18e        | 346     | 19e      |
| 2020-2021 | 66         | 10e        | 177    | 15e      | 168       | 13e       | 103        | 17e        | 575     | 14e      |
| 2021-2022 | -          | nc         | 196    | 14e      | 134       | 17e       | 86         | 17e        | 416     | 19e      |
| 2022-2023 | '          | 31e        | '      | 8e       | '         | 9e        | '          | 16e        | 524     | 13e      |

### Championnats du monde junior
- Médaille d'argent en 2012 sur le relais (jeune).